# Matong
Matong är en ort i Australien. Den ligger i kommunen Coolamon och delstaten New South Wales, i den sydöstra delen av landet, omkring 410 kilometer väster om delstatshuvudstaden Sydney. Antalet invånare är 194.
Runt Matong är det glesbefolkat, med 12 invånare per kvadratkilometer.. Närmaste större samhälle är Ganmain, omkring 12 kilometer öster om Matong.
Trakten runt Matong består till största delen av jordbruksmark. Genomsnittlig årsnederbörd är 581 millimeter. Den regnigaste månaden är februari, med i genomsnitt 83 mm nederbörd, och den torraste är oktober, med 24 mm nederbörd.